# Vitáli (Ándros)
Vitáli (grec moderne : Βιτάλι) est une localité située dans le dème d'Ándros, dans le district régional d'Ándros, dans la périphérie d'Égée-Méridionale, en Grèce.
Selon le recensement de 2021, elle compte 28 habitants.